# Епархия Кайенны
Епархия Кайенны (лат. Dioecesis Caiennensis) — епархия Римско-Католической церкви с центром в городе Кайенна, Французская Гвиана, Франция. Епархия Кайенны распространяет свою юрисдикцию на всю территорию заморского департамента Французская Гвиана. Епархия Кайенны входит в митрополию Фор-де-Франса. Кафедральным собором епархии Кайенны является церковь Святого Спасителя.

## История
В 1643 году на территорию сегодняшней Французской Гвианы из Франции прибыли первые два миссионера монахи из монашеского ордена капуцинов, которые основали здесь первую католическую миссию. В 1665 году Вест-Индийская компания выдала разрешение поселиться в Гвиане нескольким иезуитам, которые построили во Французской Гвиане первую католическую церковь. Иезуиты развернули в колонии обширную миссионерскую деятельность, продолжавшуюся до 1762 года, когда орден иезуитов был ликвидирован Святым Престолом. В 1768 году из Французской Гвианы уехал последний иезуит.
В 1731 году благодаря стараниям иезуитов во Французской Гвиане была учреждена апостольская префектура Французской Гвианы, которая была выделена из апостольской префектуры Мартиники (сегодня — Архиепархия Фор-де-Франса).
В 1775 году апостольская префектура Французской Гвианы была передана попечению монахам из монашеского ордена Конгрегация Святого Духа.
В середине XIX века во Французскую Гвиану вернулись иезуиты. В конце XIX века в результате конфликта между Конгрегацией Святого Духа и губернатором монахи уехали из страны и управление апостольской префектурой было передано епархиальным священникам.
10 января 1933 года Римский папа Пий XI выпустил бреве Quae catholico nomini, которым преобразовал апостольскую префектуру Французской Гвианы в апостольский викариат и назначил первого епископа.
23 февраля 1956 года Римский папа Пий XII издал буллу Qua sollicitudine, которой преобразовал апостольский викариат Французской Гвианы в епархию Кайенны.
Епархия Кайенны входит в Конференцию католических епископов Антильских островов.

## Ординарии епархии
- священник Луи де Виллет (1731—1736);
- священник Пьер де ла Раффини (1736—1746);
- священник Филипп д’Юберлан (1746—1760);
- священник Анри Гюэ (1761—1762);
- священник Алексис Рюэль (1762);
- священник Флёри (1762—1764);
- священник Алексис Рюэль (1764—1768);
- священник Детабль (1769—1771);
- священник Пуссен (1771—1775);
- священник Робийяр (1775—1777);
- священник Радель (1777—1787);
- священник Жакемен (1787—1792);
- священник Легран (1792—1818);
- священник Поль Гилье (1818—1847);
- священник Жан Досса (1847 — 29.08.1868);
- священник Оливье Эрв (8.01.1869 — 1872);
- священник Амбруаз Эмоне (2.03.1873 — 1881);
- священник Жозеф Гьодо (1882—1892);
- священник Луи Пиньоль (1892—1904);
- священник Марсель Беген (1904—1911);
  - Sede vacante;
- священник Жюстен Фабр (январь 1914—1924);
- священник Леон Делаваль (15.01.1925 — 11.11.1931);
- епископ Пьер-Мари Гурте (15.01.1933 — 16.09.1944);
- епископ Альфред Эме Леон Мари (12.01.1945 — 1.03.1973);
- епископ Франсуа-Мари Морван (1.03.1973 — 1998);
- епископ Луи Альбер Жозеф Роже Санкале (27.06.1998 — 18.06.2004);
- епископ Эмманюэль Мари Филипп Луи Лафон (18.06.2004 — по настоящее время).

## Источник
- Annuario Pontificio, Libreria Editrice Vaticana, Città del Vaticano, 2003, ISBN 88-209-7422-3
- Бреве Quae catholico nomini, AAS 25 (1933), стр. 234  (лат.)
- Булла Qua sollicitudine, AAS 48 (1956), стр. 600  (лат.)
- M. F. de Montezou, Mission de Cayenne et de la Guyane française, Paris, 1857  (фр.)
- Léon Rivière, La Guyane française en 1865, Cayenne 1866, стр. 309  (фр.)
- Philippe Delisle, Histoire religieuse des Antilles et de la Guyane françaises, Karthala, 2000  (фр.)